# نظام IBM كوانتم سيستم ون
يـُعد نظام الكم الأول لشركة آي بي إم، أول كمبيوتر كمي تجاري قائم على الدوائر الكمومية ، قدمته شركة IBM في يناير 2019.   
يشغل نظام الحوسبة الكمومية المتكامل هذا حجم مكعب زجاجي يبلغ طول كل ضلع من أوجهه 7.2 متر. والمكعب محكم الإغلاق يحافظ على بيئة معزولة محكمة.  يوجد نتوء أسطواني من مركز السقف عبارة عن ثلاجة مخففة تحتوي على معالج كمومي بسعة 20 كوبت .   اُخْتُبِر لأول مرة في صيف عام 2018 ولمدة أسبوعين في ميلانو ، بإيطاليا .
طُوِّر نظام IBM كوانتم سيستم ون بواسطة أبحاث أي بي إم ، بمساعدة من Map Project Office و Universal Design Studio.
تعاقدت على استخدامه عدة مراكز للبحوث العلمية من ضمنها سيرن وإكسون موبيل وFermilab وArgonne National Laboratory وLawrence Berkeley National Laboratory ، من بين العملاء المسجلين لاستخدام النظام عن بُعد.  
من 6 أبريل إلى 31 مايو 2019 ، استضاف متحف بوسطن للعلوم معرضًا يضم نسخة طبق الأصل من IBM كوانتم سيستم ون .   وفي 15 يونيو 2021 ، نشرت شركة IBM أول وحدة من نظام Quantum System One في ألمانيا في مقرها الرئيسي في أيهنغن . 

## أنظر أيضا
- آي بي إم إيجل
- تجربة IBM Quantum
- الجدول الزمني للحوسبة الكمومية والتواصل
- الحوسبة الكمومية فائقة التوصيل
- كيسكيت

## روابط خارجية
- الموقع الرسمي

قالب:IBM